# Idaea catacoma
Idaea catacoma är en fjärilsart som beskrevs av Turner 1908. Idaea catacoma ingår i släktet Idaea och familjen mätare. Inga underarter finns listade i Catalogue of Life.